# Adarrus geniculatus
Adarrus geniculatus är en insektsart som beskrevs av Ribaut 1952. Adarrus geniculatus ingår i släktet Adarrus och familjen dvärgstritar. Inga underarter finns listade i Catalogue of Life.